# 红山翼龙属
紅山翼龍屬（意為「紅山之翼」）是翼龍目翼手龍亞目的一屬，化石發現於中國遼寧省九佛堂組，年代為白堊紀早期。
正模標本（編號IVPP V14582）是一個顱骨與頸椎。牙齒有三角形齒冠，兩側平坦，類似于帆翼龍科。因為紅山翼龍的嘴巴前1/3段以後仍有牙齒、某些牙齒朝向後方，科學家認為紅山翼龍比帆翼龍科原始。模式種是湖泊紅山翼龍（H. lacustris）。